# AlphaTauri AT01
AlphaTauri AT01 — гоночный автомобиль итальянской команды AlphaTauri, построенный для участия в чемпионате мира 2020 года. Гонщиками команды остались россиянин Даниил Квят и француз Пьер Гасли, выступавшие в 2019 году за Toro Rosso. На этом автомобиле был завоёван один подиум — победа Гасли в Гран-при Италии 2020 года.

## Переименование команды
28 сентября 2019 года Scuderia Toro Rosso подала официальный запрос на изменение своего названия. 16 октября все команды поддержали смену названия. С 2020 года команда будет называться AlphaTauri в честь модного бренда, принадлежащего компании Red Bull. Персонал команды не изменился.

## Результаты в чемпионате мира Формулы-1
| Легенда к таблице |                                                                    |
| --- | ------------------------------------------------------------------ |
| В таблице перечислены результаты всех Гран-при Формулы-1, в которых использовался автомобиль. Строками таблицы являются сезоны, столбцами — этапы чемпионата мира. В каждой клетке указаны сокращённое название этапа и результат, дополнительно обозначенный цветом. Расшифровка обозначений и цветов представлена в нижеследующей таблице. |                                                                    |
| \| Пример \| Описание \| \| ------------ \| ------------------------------------------------------------------ \| \| 1 \| Победитель \| \| 2 \| Второе место \| \| 3 \| Третье место \| \| 5 \| Финишировал, заработав очки \| \| Сход \| Не финишировал, но при этом заработал очки \| \| 12 \| Финишировал, не получив очков \| \| НКЛ \| Финишировал, но не попал в финальную классификацию \| \| 15 \| Участвовал вне зачёта, либо по отдельной классификации \| \| 18 \| Не финишировал, но попал в финальную классификацию \| \| Сход \| Не финишировал \| \| НКВ \| Не прошёл квалификацию \| \| НПКВ \| Не прошёл предквалификацию \| \| ДСК \| Дисквалифицирован \| \| ИСК \| Исключён из протокола соревнований \| \| ТТ \| Заявлен для участия только в тренировках \| \| НС \| Участвовал в квалификации, но не стартовал в гонке \| \| Т \| Травмирован или болен \| \| ОТК \| Отказ от участия \| \| НТР \| Прибыл на соревнования, но на трассу не выезжал \| \| НПР \| Был заявлен в числе участников, но не прибыл к началу соревнований \| \| О \| Соревнования отменены \| \| \| Не участвовал \| \| Поул-позиция \| \| \| Быстрый круг \| \| |                                                                    |
| Пример | Описание                                                           |
| 1 | Победитель                                                         |
| 2 | Второе место                                                       |
| 3 | Третье место                                                       |
| 5 | Финишировал, заработав очки                                        |
| Сход | Не финишировал, но при этом заработал очки                         |
| 12 | Финишировал, не получив очков                                      |
| НКЛ | Финишировал, но не попал в финальную классификацию                 |
| 15 | Участвовал вне зачёта, либо по отдельной классификации             |
| 18 | Не финишировал, но попал в финальную классификацию                 |
| Сход | Не финишировал                                                     |
| НКВ | Не прошёл квалификацию                                             |
| НПКВ | Не прошёл предквалификацию                                         |
| ДСК | Дисквалифицирован                                                  |
| ИСК | Исключён из протокола соревнований                                 |
| ТТ | Заявлен для участия только в тренировках                           |
| НС | Участвовал в квалификации, но не стартовал в гонке                 |
| Т | Травмирован или болен                                              |
| ОТК | Отказ от участия                                                   |
| НТР | Прибыл на соревнования, но на трассу не выезжал                    |
| НПР | Был заявлен в числе участников, но не прибыл к началу соревнований |
| О | Соревнования отменены                                              |
| | Не участвовал                                                      |
| Поул-позиция |                                                                    |
| Быстрый круг |                                                                    |

| Сезон | Шасси | Двигатель            | Ш | Гонщики     | 1   | 2   | 3    | 4    | 5   | 6   | 7   | 8   | 9    | 10  | 11  | 12  | 13   | 14  | 15  | 16  | 17  | Место | Очки |
| ----- | ----- | -------------------- | - | ----------- | --- | --- | ---- | ---- | --- | --- | --- | --- | ---- | --- | --- | --- | ---- | --- | --- | --- | --- | ----- | ---- |
| 2020  | AT01  | Honda RA620H 1,6 V6T | P |             | АВТ | ШТИ | ВЕН  | ВЕЛ  | 70Л | ИСП | БЕЛ | ИТА | ТОС  | РОС | АЙФ | ПОР | ЭМИ  | ТУР | БАХ | САХ | АБУ | 7     | 107  |
| 2020  | AT01  | Honda RA620H 1,6 V6T | P | Пьер Гасли  | 7   | 15  | Сход | 7    | 11  | 9   | 8   | 1   | Сход | 9   | 6   | 5   | Сход | 13  | 6   | 11  | 8   | 7     | 107  |
| 2020  | AT01  | Honda RA620H 1,6 V6T | P | Даниил Квят | 12  | 10  | 12   | Сход | 10  | 12  | 11  | 9   | 7    | 8   | 15  | 19  | 4    | 12  | 11  | 7   | 11  | 7     | 107  |